# Napoleonville
Napoleonville är administrativ huvudort i Assumption Parish i Louisiana. Vid 2010 års folkräkning hade Napoleonville 660 invånare.

## Vänorter
- Pontivy, Frankrike, sedan 1989.

## Kända personer från Napoleonville
- Charlie Melancon, politiker